# Johann Graf (Unternehmer)
Johann F. Graf (* 3. Jänner 1947 in Wien) ist ein österreichischer Unternehmer sowie Multimilliardär. Er ist Gründer und Alleinaktionär der Novomatic AG.

## Leben
Graf wuchs bei seinen Großeltern in einfachen Verhältnissen in Wien-Döbling auf, absolvierte eine Fleischhauerlehre und war im Alter von 23 Jahren Österreichs jüngster Fleischhauermeister. Den elterlichen Betrieb, eine Fleischhauerei mit Wirtshaus und einigen Fremdenzimmern in Perchtoldsdorf (heute Cafe - Hotel - Landhaus - Schindler am Marktplatz), wollte Graf jedoch nicht fortführen.
1974 gründete er mit dem Elektrohändler Gerhard Brodnik die Brodnik & Graf GmbH und startete mit dem Import von belgischen Flipper-Automaten, die in Wirtshäusern und Cafés aufgestellt wurden. Im Jahr 1980 stieg er auf die Herstellung von Glücksspielautomaten um und rief mit einem Startkapital von 50.000 Schilling die Novomatic Automatenhandels GmbH ins Leben.
Erste Erfolge stellten sich ab 1982 ein, als er in der Schweiz eine Vertriebsfirma gründete und dort bald 70 % des Marktes beherrschte. 1990 hatte Novomatic bereits Niederlassungen in mehr als 50 Ländern. Infolgedessen wuchs sein Unternehmen mit rund 23.000 Mitarbeitern zu „einem der größten integrierten Glücksspielkonzerne der Welt“ und zur „unangefochtenen Nummer eins in Europa“. Sein Unternehmen entwickelt, produziert und vertreibt Hightech-Glücksspiel-Equipment in mehr als 80 Staaten. Der Konzern betreibt selbst und vermietet in 50 Ländern und über 1.600 elektronischen Casinos, Spielbanken sowie Sportwettelokalen mehr als 235.000 Glücksspielautomaten.

## Vermögen
Graf gilt neben Dietrich Mateschitz,  Karl Wlaschek als der erfolgreichste Selfmade-Milliardär Österreichs in der Nachkriegszeit. Vom Wirtschaftsmagazin Trend wurde Graf zum „Mann des Jahres 2008“ gekürt.
Grafs Reichtum stieg kontinuierlich, so galt er 2008 mit 3,5 Mrd. Euro noch als sechstreichster Österreicher und kletterte bis 2012 mit 5,3 Mrd. Euro Vermögen zur Nummer eins in Österreich. 2012 war er mit einem Vermögen von 5,3 Milliarden US-Dollar, zusammen mit Dietrich Mateschitz der reichste Mann Österreichs und Nummer 193 der Welt. 2015 war er mit einem Vermögen von 6,6 Mrd. US-Dollar zweitreichster Österreicher und auf Platz 208 der Forbes-Liste genannt.
Am 28. Jänner 2021 wurde bekannt, dass Graf 20 % der Anteile an der Dachgesellschaft der Novomatic, die Novo Invest GmbH (welche selber 90 % an der Novomatic hält), an seinen Sohn Thomas sowie seine langjährigen Wegbegleiter und Geschäftsführer der Novo Invest Birgit Wimmer und Ryszard Presch (CEO der Novomatic AG) verschenkte. Graf selber sprach dabei von einem „Generationenwechsel“. Zehn Prozent gingen dabei an seinen Sohn und jeweils fünf Prozent an die Wegbegleiter
Laut dem Bloomberg Billionaires Index belegte er mit Stand 19. Mai 2021 und einem geschätzten Vermögen von 10,1 Mrd. US-Dollar den 234. Platz auf der Rangliste der reichsten Menschen der Welt.

## Privatleben
Johann F. Graf lebt derzeit in Baden bei Wien, ist geschieden, hat drei Söhne und gilt als besonders öffentlichkeitsscheu. Sein ältester Sohn, Thomas Graf, ist Technologievorstand der Novomatic AG.

## Auszeichnungen
- 1986: Auszeichnung der Novomatic-Gruppe mit dem österreichischen Staatswappen[1]
- 1996: Ernennung zum Kommerzialrat[1]
- 1999: Senator des UNESCO-Mitgliedes IOV[1]
- 2003: Verleihung des Titels Professor vom Bundespräsidenten der Republik Österreich[13]
- 2008: Trend – „Mann des Jahres“